# Plaza de la Libertad (Burgos)
La plaza de la Libertad es una plaza situada en el casco viejo de Burgos, conocida también como plaza del Cordón por el cordón franciscano de la fachada del palacio de los Condestables de Castilla.
Históricamente fue la plaza del Mercado Mayor, hasta que en el siglo XIX fue dividida en dos, y durante el franquismo, se denominó Plaza de Calvo Sotelo.

## Plaza del Mercado
El nombre de Mercado tiene su origen por ser antiguamente un lugar de intercambio de mercaderías y comercio. El apelativo "Mayor" estaba justificado por el tamaño de este coso,  mucho más grande que el actual, que era uno con la actual plaza de Santo Domingo de Guzmán hasta que a principios del siglo XIX se partió la explanada con los soportales de Antón, edificios construidos en el centro del recinto.
Afluyen a la plaza de la Libertad las calles La Puebla, Condestable; a la del mercado afluían además las calles Entremercados (antes llamada de Queipo de Llano), La Moneda, Santander, plaza de Mío Cid (antes Miguel Primo de Rivera), y Carnicerías, conocida como popularmente como El Hondillo.
En su primitivo recinto se encontraban las carnicerías de la cárcel, levantadas en el mismo lugar que hoy ocupa el palacio provincial, así como el rastro de carnes, la red de pescado, y el mercado de corderos y cabritos -el Aposentillo-.

## Soportales de Antón
En el año 1822, con planos y proyecto del arquitecto Joaquín Ignacio Zunzunegui, se parcelaron los solares que hoy son edificios porticados.

"...Que atendiendo este Ayuntamiento por una parte a la mucha falta de casas que experimenta nuestra Ciudad, por la multitud de cerca de 800 Edificios que demolieron los ejércitos franceses con motivo de la última desastrosa guerra, y deseosos por otra, de proporcionar algunas obras, en que pudieran emplearse una crecida porción de jornaleros, que se hallaban sin ocupación ni proporción para ganar un jornal con que atender al sustento de sus familias, meditó con este doble objeto los medios que consideró  oportuno a conseguir un fin tan laudable, entre los cuales eligió como el más a propósito la enajenación de seis Sitios Solares en la Plaza del Mercado, para construir en ellos otras tantas Casas, haciendo de ellos una Azera que al paso que formasen dos Plazas muy cómodas, hermoseasen con sus fachadas el aspecto público y para subvenir a los crecidos gastos a que tiene que atender, se acordó que bajo el plan con soportales, que estaba presentado se procediese a la venta de estos Solares, a cuyo din se fijasen los correspondientes Edictos acostumbrados, asignando para su remate el domingo veintiocho del mismo mes, a hora de las once de la mañana..."
El 17 de mayo "La Justicia y este Ayuntamiento Constitucional,...".

El 1 de febrero tuvo lugar el remate adjudicándose cinco de los seis Sitios Solares:
- Ramón de Villanueba pagó 3024 reales de vellón por 1512 pies cuadrados.
- Ramón Ortiz del Campo 3520 reales de vellón por 1512 pies cuadrados.
- Juan Domínguez pagó 3336 reales de vellón por 1430 pies cuadrados.
- Antonio Luis pagó 3528 reales de vellón por 1512 pies cuadrados.
- Marcos Arnáiz pagó 2860 reales de vellón por 1430 pies cuadrados.

## Historia

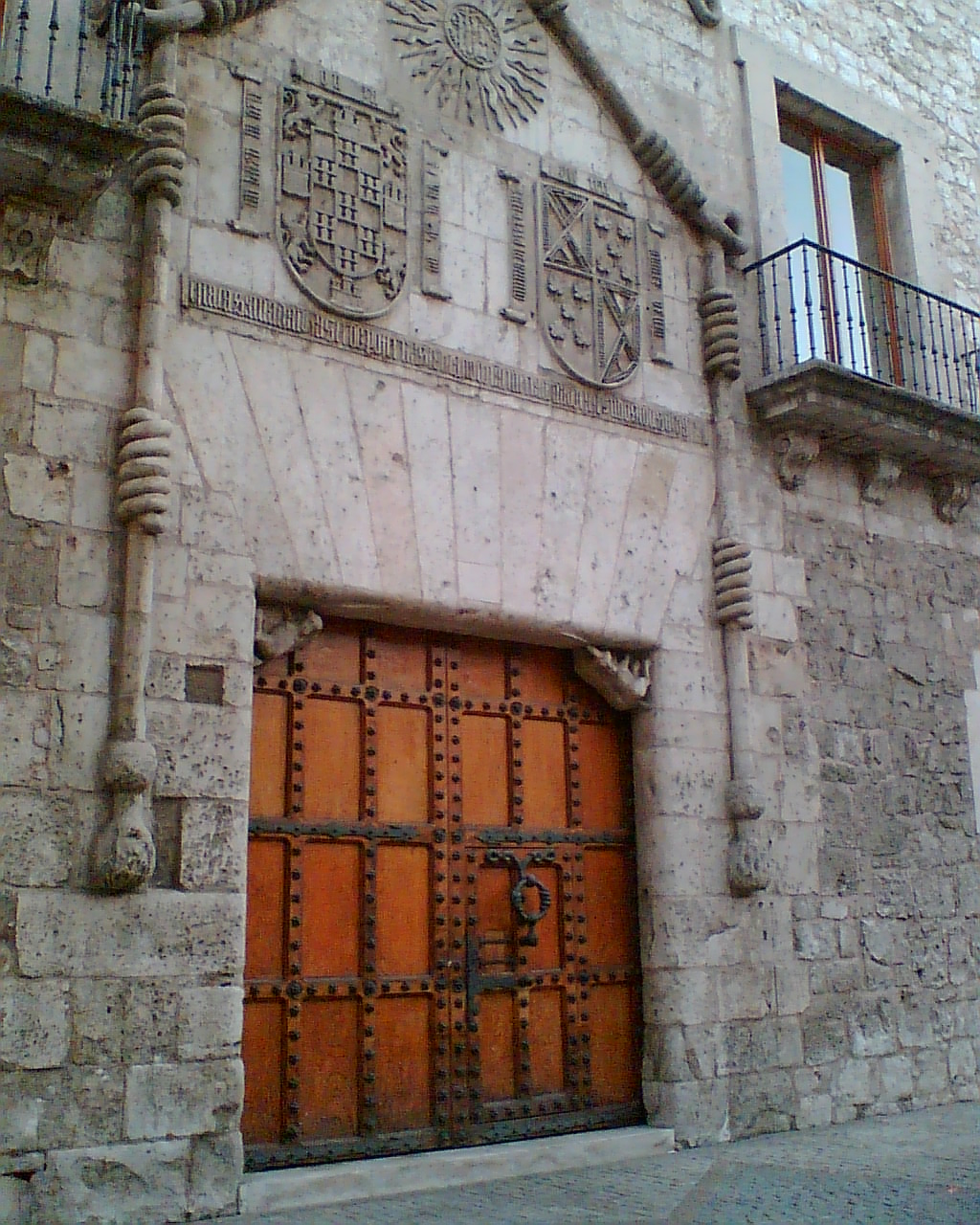
Puerta principal de la Casa del Cordón

Esta plaza formaba parte del antiguo barrio de San Juan. Su primitivo nombre era el de Comparada, pasando a denominarse de Frías al estar delimitada en parte por la fachada principal del palacio del Duque de Frías, conocido popularmente como Casa del Cordón (por el relieve en forma de cordón franciscano que adorna su entrada principal). 
Tras la construcción de los soportales de Antón se reduce su superficie, y cambia su denominación oficial por la  de plaza de Libertad. Tras la guerra civil española, se volvió a cambiar el nombre de la plaza, esta vez por el de plaza de Calvo Sotelo, en homenaje al diputado conservador gallego asesinado en 1936.
El límite sur de la plazuela estaba marcado por la fachada de la desaparecida Casa de Salgüero, o del conde de Salinas, aneja a la antigua muralla de la ciudad.

## Acontecimientos
El 23 de abril de 1497 aposentados los Reyes Católicos en la casa del Cordón recibieron a Cristóbal Colón a su regreso de su segundo viaje a América.
El 25 de septiembre de 1506 fallece Felipe I de España, probablemente envenenado,  en el Palacio de los Condestables. En una estancia del palacio se instaló la capilla ardiente, permaneciendo el cadáver hasta su traslado a la cartuja de Miraflores. 
El 11 de junio de 1515 se reúnen las Cortes Castellanas acordando  la incorporación del  Reino de Navarra a la Corona de Castilla, reino conquistado por el duque de Alba, consumándose así el proceso de unidad de España. 
El 11 de septiembre de 1592, para festejar la llegada de Felipe II de España, se celebra en esta plaza una corrida de toros, a la que asistieron el monarca y la infanta Isabel, que fue a caballo y el rey en carroza.
Durante el primer Gobierno de España durante la dictadura franquista (1938-1939) tuvo su sede el Ministerio de Asuntos Exteriores de España en la casa del Cordón, del que era titular el general conde de Jordana.
Continua su actividad durante el Segundo Gobierno hasta su traslado a Madrid el 18 de octubre de 1939.